# Marcia Otacilia Severa
Marcia Otacilia Severa (fl. 244-248/249) fu augusta dell'Impero romano e moglie dell'imperatore Filippo l'Arabo.

## Biografia
Figlia di un certo Severiano e sposa, prima del 238, di Filippo l'Arabo, fu elevata al rango di Augusta quando il marito fu eletto imperatore, nel 244; ricevette anche il titolo di Mater castrorum, «madre degli accampamenti», un titolo risalente alle donne della dinastia dei Severi. Filippo mise personaggi della sua famiglia nei posti di controllo dell'apparato statale dell'impero, e il fratello di Otacilia, Severino, fu nominato comandante delle truppe del Danubio.
Diede a Filippo un figlio, Marco Giulio Severo Filippo, Cesare e poi Augusto, e una figlia chiamata Severina. Durante il regno di Filippo, Otacilia fu onorata su monete e con statue: l'iconografia ufficiale la celebrava come madre del futuro Augusto, in quanto Filippo sperava di instaurare una dinastia. La sorte di Otacilia non è nota: la coniazione di monete in sua memoria si interrompe nel 248, inducendo a ritenere che sia morta in quell'anno; a ogni modo, dopo la caduta di Filippo (249), la memoria della sua famiglia fu maledetta, e il nome di Otacilia cancellato da iscrizioni e papiri.
Secondo fonti cristiane, Otacilia era in contatto con i cristiani, se non cristiana essa stessa. Eusebio di Cesarea afferma che scambiò lettere con Origene. Va notato come siano state emesse monete a nome di Otacilia e dedicate a Giunone.